# Иван Гошњак
Иван Гошњак (Огулин, 10. јун 1909 — Београд, 8. фебруар 1980) био је учесник Шпанског грађанског рата и Народноослободилачке борбе, генерал армије ЈНА, јунак социјалистичког рада и народни херој Југославије. У периоду од 14. јануара 1953. до 16. маја 1967. обављао је дужност Државног секретара за послове народне одбране СФР Југославије.

## Биографија
Рођен је 10. јуна 1909. године у Огулину, у сиромашној радничкој породици. Његов отац Иван био је лимар. Након основне школе, завршио је три разреда Занатске школе, а потом је учио столарски занат у Сиску. Као млади радник укључио се у револуционарни раднички покрет. Истицао се учешћем у бројним радничким акцијама у Сиску, које је организовала тада илегална Комунистичка партија. Био је активан Уједињеним радничким синдикатима (УРС) и члан Месног синдикалног одбора у Сиску.
Године 1933. примљен је у чланство Комунистичке партије Југославије (КПЈ). Две године касније, новембра 1935. одлуком партијског руководства, био је послат је у „Међународну лењинску школу“ у Москви, где се први пут срео са Јосипом Брозом Титом.
Од јануара до краја марта 1937. године похађао је курс за војно усавршавање у Рјазану, након чега је одлуком КПЈ био упућен у Шпанију, где се у редовима Интернационалних бригада, током Шпанског грађанског рата борио против фашизма. Војно образовање, које је стекао у Совјетском Савезу доста му је користило током рата. Најпре се налазио на дужности командира чете, потом заменика команданта батаљона, оперативног официра бригаде и на крају за заменика команданта бригаде. Већ у првим борбама се истакао као храбар борац и вешт старешина, а посебно се истакао на Мадридском фронту, на одсеку Хараме, где је током Брунетске офанзиве, јула 1937. погинуо Благоје Паровић. Потом се борио на подручју Доњег и Горњег Арагона. Током рата био је више пута рањаван и добио је чин капетана Шпанске републиканске армије.
Након слома Шпанске републике, Гошњак је са осталим добровољцима из Југославије, прешао у Француску, где је боравио у концентрационом логору за бивше припаднике Интернационалних бригада, јер Краљевина Југославија није желела да их прими назад. Током боравка у логору Гирс, обављао је дужност секретара партијске организације југословенске националне групе, и био члан Партијског бироа логора Гирс. Овде га је 1940. затекла окупација Француске, а новембра 1941. успео је да побегне из логора и пробије се до окупиране Југославије.
Половином 1942. дошао је на Банију, где је ступио у партизане, а потом је прешао у Горски котар, где се тада налазио Главни штаб НОП одреда Хрватске. Убрзо по доласку, одлуком Врховног штаба НОП и ДВЈ био је постављен за заменика команданта Главног штаба Хрватске Ивана Рукавине. Новембра 1942. приликом формирања Народноослободилачке војске Југославије (НОВЈ) одлуком Врховног штаба постављен је за команданта Првог хрватског корпуса (касније Четврти хрватски корпус). Септембра 1943. постављен је за команданта Главног штаба НОВ и ПО Хрватске, и на тој дужности остао је до краја рата. У току рата је био већник Земаљског антифашистичког вијећа народног ослобођења Хрватске (ЗАВНОХ) и учествовао на његовом Другом заседању, у Плашком, октобра 1943. године.

### Послератни период
Након ослобођења Југославије, наставио је војну каријеру у Југословенској народној армији (ЈНА) и обављао више одговорних дужности. Крајем маја 1945. именован је за команданта Друге армије ЈА, а од краја исте године налазио се на разним дужностима при Министарству народне одбране. На месту начелника Персоналне управе ЈА био је од краја 1945. до краја 1948, а од почетка 1949. до јануара 1953. био је заменик министра народне одбране ФНРЈ, маршала Јосипа Броза Тита.
Након доношења Уставног закона и формирања Савезног извршног већа (СИВ), јануара 1953. преузео је дужност Државног секретара за послове народне одбране, коју је обављао све до маја 1967. када га је заменио генерал-пуковник Никола Љубичић. Од 1963. био је члан Савета народне одбране. Од 1964. заменик Врховног команданта Оружаних снага СФРЈ, а од 1967. до смрти члан Савета федерације. Активна војна служба престала му је 1974. године.
У чин генерал-мајора унапређен је 1. маја 1943, у чин генерал-лајтнанта 1. новембра исте године, у чин генерал-пуковника 16. децембра 1947, а у чин генерала армије 22. децембра 1955. године. Као заменик Врховног команданта Оружаних снага СФРЈ био је 1964. предлаган за унапређење у нови чин генерала, али га није добио.
Члан Централног комитета Савеза комуниста Југославије (ЦК СКЈ) био је од децембра 1945, а поново је биран од Петог (1948) до Деветог конгреса СКЈ (1969). У истом периоду биран је за члана Политбироа, односно Извршног комитета ЦК СКЈ, а од октобра 1966. Председништва СКЈ.
Од 1945. биран је за народног посланика Народне скупштине ФНРЈ; у два сазива је био члан Президијума Народне скупштине ФНРЈ, а касније за члана Савезног одбора Савеза удружења бораца Народноослободилачког рата Југославије (СУБНОР).
Преминуо је 8. фебруара 1980. године у Београду и сахрањен је у Алеји заслужних грађана на Новом гробљу у Београду.

## Одликовања
Носилац је Партизанске споменице 1941. и више југословенских одликовања. Орденом народног хероја одликован је 17. новембра 1953, а Орденом јунака социјалистичког рада 1961. године.
Југословенска одликовања којима је одликован су — Орден слободе, Орден народног ослобођења, Орден југословенске звезде с лентом, Орден ратне заставе, Орден партизанске звезде са златним венцем, Орден заслуга за народ са златном звездом, Орден братства и јединства са златним венцем, Орден народне армије са ловоровим венцем, Орден за војне заслуге са великом звездом и Орден за храброст.
Носилац је и великог броја иностраних одликовања, међу којима се истичу — совјетски Орден Суворова првог и другог степена, француски Национални орден Легије части у реду Великог официра, чехословачки Орден белог лава, два румунска Ордена Михаила Храброг, пољски Партизански крст и Грунвалдов крст другог степена и етиопски Орден Менелика II другог степена.

## Галерија
- Иван Гошњак са рањеним друговима у Шпанији; други слева Коста Нађ, у постељи Алеш Беблер, 1937.
- Иван Гошњак (лево) и Данило Лекић током Шпанског грађанског рата, 1938.
- Иван Гошњак (горе лево) у концентрационом логору Гирс у Француској са друговима, 1939.
- Петар Драпшин (скроз лево) и Иван Гошњак (скроз десно) код Бихаћа, 1945.
- Иван Гошњак у Загребу, 1945.
- Иван Гошњак, 1966.
- Гроб у Алеји заслужних грађана на Новом гробљу у Београду
- Партизанска споменица 1941.
- Орден народног хероја